# Балка Ворона

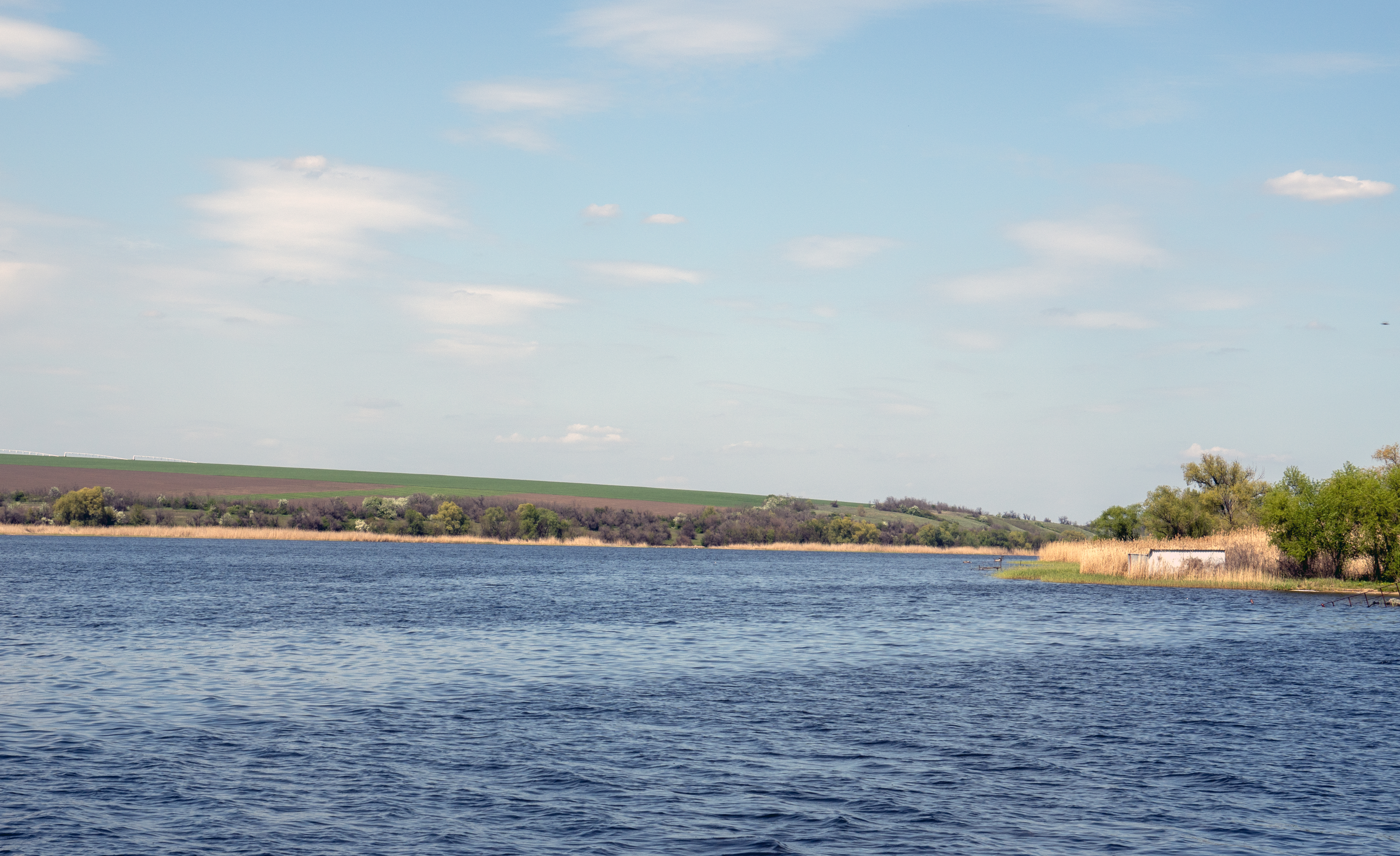
Балка Ворона

Балка Ворона — іхтіологічний заказник місцевого значення в Україні. Об'єкт природно-заповідного фонду Дніпропетровської області. 
Розташований у межах Синельниківського району Дніпропетровської області, біля сіл Воронівка, Грушувато-Криничне, Суха Калина. 
Площа 422 га. Статус надано згідно з рішенням облвиконкому від 07.12.1985 року № 703 (зміни згідно з розпорядженням від 19.12.1995 року № 50-Р). Перебуває у віданні Синельниківської райдержадміністрації. 
Статус надано для збереження місць нересту і нагулу цінних видів риб. Заказник розташований у пониззі річки Ворона (ліва притока Дніпра). 